# Liste des arrêtés de protection de biotope de la Manche
La liste des arrêtés de protection de biotope de la Manche présente les arrêtés de protection de biotope du département de la Manche.

L’arrêté de protection de biotope est un outil réglementaire issue de la loi du 10 juillet 1976, relative à la protection de la nature. La création d'un arrêté de protection de biotope revient au préfet de département, généralement sur proposition d’association de protection de la nature.

## Liste
| Site                        | commune | Date de création             | Superficie(ha) | Motif de la protection                                                                          | Remarques                                    | Localisation | Illustration |
| --------------------------- | --- | ---------------------------- | -------------- | ----------------------------------------------------------------------------------------------- | -------------------------------------------- | ------------ | ------------ |
| Cordons dunaires Chou Marin | Cosqueville, Fermanville, Gatteville-le-Phare, Gouberville, Omonville-la-Petite | Arrêté du 20 août 1984       | 49,94          | flore : Chou marin                                                                              | Géré par le Conservatoire du littoral        |              |              |
| Falaises de Jobourg         | Jobourg | Arrêté du 6 janvier 1995     | 41,42          | Avifaune : Grand corbeau, Cormoran huppé, Fulmar boréal                                         | Géré par le Conservatoire du littoral        |              |              |
| Fil d'eau du Gorget         | Doville | Arrêté du 13 janvier 1992    | 0,01           | Flore : Gesse des marais, la pédiculaire des marais, l'Ossifrage brise-os et le Spiranthe d'été | Géré par l'association syndicale de la Douve |              |              |
| L'Égrenne et ses affluents  | Chaulieu, Ger, La Haute-Chapelle, Lonlay-l'Abbaye, Sourdeval | Arrêté du 04 et 11 mars 1996 | 19,03          | Ichtyofaune : Truite fario                                                                      |                                              |              |              |
| Vallée de la Vire           | Agneaux, Baudre, Condé-sur-Vire, Domjean, Fervaches, Fourneaux, Gourfaleur, La Mancellière-sur-Vire, Le Mesnil-Raoult, Saint-Ebremond-de-Bonfosse, Saint-Lô, Sainte-Suzanne-sur-Vire, Tessy-sur-Vire, Troisgots | Arrêté du 25 juillet 1983    | 8,59           | Ichtyofaune : Saumon atlantique, Truite de mer                                                  |                                              |              |              |